# Tanner (Familienname)
Tanner ist ein Familienname. Im englischen Spraumraum entstammt er vom Verb to tan (dt.: gerben) und bezeichnete somit eine Person, die Tierhäute zu Leder verarbeitete. In Deutschland und in der Schweiz leitet er sich von geographischen Objekten mit den Bezeichnungen Tann oder Tanne ab. Der Name existiert auch als Vorname.

## Namensträger

### A
- Adam Tanner (1572–1632), deutscher Jesuit und Gegner der Hexenverfolgung
- Adam Tanner (Fußballspieler) (* 1973), englischer Fußballspieler
- Adolphus H. Tanner (1833–1882), US-amerikanischer Politiker
- Alain Tanner (1929–2022), Schweizer Filmregisseur
- Albert Tanner, Pseudonym von Egon Eis (1910–1994), österreichischer Autor
- Albert Tanner (Schauspieler) (1941–2013), Schweizer Schauspieler
- Albert Tanner (Historiker) (* 1950), Schweizer Historiker
- Alethia Tanner (1785–1864), amerikanische Händlerin
- Alfred Tanner (1919–2015), Schweizer Jurist und Richter
- Anne Tanner, US-amerikanische Mikrobiologin
- Anton Tanner (1807–1893), Schweizer katholischer Theologe und Propst des Stiftes St. Leodegar in Luzern
- Anton Tanner (Inspektor) (1829–1902), sächsischer Soldat, Inspektor und Präsident des Königlich-Sächsischen Militärvereinsbund
- Antwon Tanner (* 1975), US-amerikanischer Schauspieler
- Arnold Heinrich Tanner (1831–1872), Schweizer Textilunternehmer und Politiker
- Arthur Tanner (1903–1972), US-amerikanischer Country-Musiker
- August Tanner (1845–1907), Schweizer Fabrikant

### B
- Beatrice Stella Tanner (1865–1940), britische Schauspielerin, siehe Mrs. Patrick Campbell
- BJ Tanner (* 2004), US-amerikanischer Schauspieler

### C
- Carl Tanner (Pädagoge) (1864–1927), Schweizer Pädagoge
- Carl Tanner (Politiker) (1888–1962), Schweizer Politiker
- Carl Tanner (Sänger) (* 1962), US-amerikanischer Opernsänger (Tenor)
- Carl Daniel Tanner (1791–1858), deutscher Graveur und Büchsenmacher
- Carmen Tanner (* 1965), Schweizer Psychologin, Hochschullehrerin für Wirtschaftspsychologie und Führungsethik
- Carolyn Tanner Irish geb. Tanner (1940–2021), US-amerikanische anglikanische Bischöfin
- Conrad Zellweger-Tanner (1659–1749), Schweizer Kaufmann, Textilunternehmer, Ratsherr, Regierungsmitglied und Landammann
- Craig Tanner (* 1994), englischer Fußballspieler

### D
- David Tanner (* 1984), australischer Radrennfahrer

### E
- Elaine Tanner (* 1951), kanadische Schwimmerin
- Emil Tanner (1857–1931), Schweizer Unternehmer
- Emmeline Tanner (1876–1955), englisch-britische Schulleiterin und Bildungsreformerin
- Ernst Tanner (Ingenieur) (1901–1971), Schweizer Ingenieur und Hochschullehrer für Kulturtechnik
- Ernst Tanner (Mediziner) (1915–1994), Schweizer Internist und Versicherungsmediziner
- Ernst Tanner (Manager) (* 1946), Schweizer Manager und Unternehmer
- Ernst Tanner (Politiker) (* 1957), Schweizer Politiker (EDU)
- Ernst Tanner (Fußballmanager) (* 1966), deutscher Fußballmanager
- Eugen Tanner (1896–1978), Schweizer Textilunternehmer und Politiker
- Evan Tanner (1971–2008), US-amerikanischer Kampfsportler

### F
- Fred Tanner (1920–1982), Schweizer Schauspieler
- Friedrich Tanner (* 1955), Schweizer Diplomat und Direktor des Zentrums für Sicherheitspolitik in Genf
- Fritz Tanner (1923–1996), Schweizer Theologe, Psychotherapeut und Schriftsteller

### G
- Gabriela Tanner (* 1967), Schweizer Jazz- und Improvisationsmusikerin
- Georg Tanner (Jurist) (zwischen 1515 und 1520–1580/1581), österreichischer Gräzist und Jurist
- Georg Tanner (Abt) (vor 1600–1645), deutscher Abt des Klosters Weihenstephan
- Gid Tanner (1885–1960), US-amerikanischer Countrymusiker
- Gottfried Sigismund Tanner (1739–1790), Kurfürstlich Braunschweig-Lüneburgischer Rüstmeister in Hannover

### H
- Hans Tanner (Fabrikant) (1891–1960), Schweizer Fabrikant
- Hans Tanner (Jurist) (1899–1991), Schweizer Jurist und Politiker
- Hans Tanner (Chemiker), Schweizer Chemiker und Getränketechnologe
- Hans Tanner (Leichtathlet) (* 1948/1949), Schweizer Leichtathlet und Trainer
- Hans Jakob Tanner (1918–2003), Schweizer Geologe
- Hans-Ulrich Tanner (* 1953), Schweizer Diplomat
- Heinrich Tanner (Lehrer) (1875–1954), Schweizer Lehrer und Naturwissenschaftler
- Heinrich Tanner (Förster) (1898–1961), Schweizer Förster
- Helmut Tanner (* 1953), deutscher Unternehmensgründer
- Henry Ossawa Tanner (1859–1937), US-amerikanischer Maler
- Hermann Tanner (1935–2015), Schweizer Lehrer und Heimatforscher
- Hermann Alfred Tanner (1873–1961), Schweizer Verleger, Fotograf und Schriftsteller

### J
- J. Alfred Tanner (Johan Alfred Tanner; 1884–1927), finnischer Sänger und Songwriter
- Jakob Tanner (Ringer) (* 1946), Schweizer Ringer
- Jakob Tanner (Historiker) (* 1950), Schweizer Neuzeithistoriker
- James Tanner (Eishockeyspieler) (* 1983), britischer Eishockeyspieler
- James M. Tanner (1920–2010), britischer Kinderarzt
- James T. Tanner (1914–1991), US-amerikanischer Ornithologe
- Jerald Tanner (1938–2006), US-amerikanischer Mormonen-Kritiker; siehe Jerald und Sandra Tanner
- Johann Casimir Tanner (1691–1764), Fürstlich Schwarzburg-Sondershausener Zeugwärter und Offizier sowie Kurfürstlich Hannoverscher Büchsenmacher
- Johann Georg Tanner (1828–1897), Schweizer Gemeindepräsident, Landeshauptmann, Landesseckelmeister, Kantonsrat, Landammann und Nationalrat
- Johann Heinrich Tanner (1799–1875), Schweizer Politiker und Unternehmer
- Johann Jakob Tanner (Maler) (1766–1822), Schweizer Porträt- und Genremaler
- Johann Jakob Tanner (Stecher) (1807–1877), Schweizer Maler, Zeichner und Aquatinta-Stecher
- Johann Jakob Tanner (Jurist) (1865–1939), Schweizer Jurist und Politiker
- Johannes Tanner (Politiker, 16. Jh.) († nach 1595), Schweizer Landammann und Tagsatzungsgesandter aus dem Kanton Appenzell Ausserrhoden
- Johannes Tanner (Politiker, 1594) (1594–um 1665), Schweizer Landammann und Tagsatzungsgesandter aus dem Kanton Appenzell Ausserrhoden
- Johannes Tanner (Politiker, 1627) (1627–vor 1671), Schweizer Landammann und Tagsatzungsgesandter aus dem Kanton Appenzell Ausserrhoden
- John Tanner (Bischof) († 1615), englischer Geistlicher, Bischof von Derry
- John Tanner (Politiker, 1628) (1628–1684), englischer Politiker
- John Tanner (Politiker, † 1699) († 1699), englischer Politiker
- John Tanner (Abenteurer) (um 1780–1846?), US-amerikanischer Händler und Abenteurer
- John Tanner (Rugbyspieler) (1927–2020), neuseeländischer Rugby-Union-Spieler
- John Tanner (Computeringenieur), US-amerikanischer Unternehmensgründer, siehe Electronic Design Automation #Geschichte
- John Tanner (Radsportler) (* 1968), britischer Radsportler
- John Tanner (Eishockeyspieler) (* 1971), kanadischer Eishockeyspieler
- John Riley Tanner (1844–1901), US-amerikanischer Politiker
- John S. Tanner (* 1944), US-amerikanischer Politiker
- Josef Tanner (1943–2009), Schweizer Eisenbahner und Fotograf
- Joseph R. Tanner (* 1950), US-amerikanischer Astronau
- Joseph Robson Tanner (1860–1931), britischer Neuzeithistoriker

### K
- Kandice Tanner (* 1980), Biophysikerin und Krebsforscherin aus Trinidad und Tobago
- Karl Tanner (Politiker) (1888–1962), Schweizer Ingenieuragronom und Regierungsrat
- Karl Rudolf Tanner (1794–1849), Schweizer Jurist, Dichter und Staatsmann
- Kerry Tanner (* 1945), neuseeländischer Rugby-Union-Spieler
- Klaudia Tanner (* 1970), österreichische Juristin und Verteidigungsministerin, Politikerin (ÖVP)
- Klaus Tanner (* 1953), deutscher Theologe und Hochschullehrer
- Konrad IV. Tanner († 1333), Propst des Klosterstifts Berchtesgaden
- Konrad Tanner (Politiker) (um 1555–1623), Schweizer politischer Beamter
- Konrad Tanner (Geistlicher) (1752–1825), Schweizer Geistlicher, Abt des Klosters Einsiedeln

### L
- Laurenz Tanner (Politiker, 1631) (1631–1701), Schweizer Kaufmann und langjähriges Mitglied des Kleinen Rats
- Laurenz Tanner (Politiker, 1668) (1668–1729), Schweizer Landammann und Tagsatzungsgesandter
- Lauri Tanner (1890–1950), finnischer Turner und Fußballspieler
- Lee Tanner (1931–2013), US-amerikanischer Fotograf
- Leo Tanner (* 1953), Schweizer römisch-katholischer Priester
- Leonhard Tanner (1497/1507–1585), deutscher Mechaniker
- Lindsay Tanner (* 1956), australischer Politiker

### M
- Marcel Tanner (Fußballspieler) (* 1946), Schweizer Fußballspieler
- Marcel Tanner (* 1952), Schweizer Epidemiologe, Malariaforscher und Public Health-Spezialist
- Marco Tanner (* 1994), Schweizer Bobfahrer
- Margrit Roesch-Tanner (1880–1969), Schweizer Kunsthandwerkerin, Malerin und Zeichnerin
- Markus Tanner (* 1954), Schweizer Fußballspieler
- Mary Tanner (* 1938), britische anglikanische Alttestamentlerin und Ökumenikerin
- Mathias Tanner (1630–1692), böhmischer Jesuit

### N
- Nick Tanner (* 1965), englischer Fußballspieler

### O
- Obert C. Tanner (1904–1993), US-amerikanischer Philosoph und Philanthrop
- Otto Tanner, Propst des Klosterstifts Berchtesgaden
- Otto Tanner (Lehrer) (1884–1932), Schweizer Pädagoge und Zentralpräsident der Neuen Helvetischen Gesellschaft

### P
- Paul Tanner (Maler) (1882–1934), Schweizer Maler und Grafiker
- Paul Tanner (Musiker) (1917–2013), US-amerikanischer Jazz-Posaunist und Jazzautor
- Paul Tanner (Snookerspieler) (* 1968), englischer Snookerspieler
- Paul Francis Tanner (1905–1994), US-amerikanischer Geistlicher, Bischof von Saint Augustine
- Peter Tanner (Büchsenmacher) (1660–1750), Hofbüchsenmacher in Gotha und Fürstlich Sächsischer Zeugwärter in Schloss Friedenstein
- Peter Tanner (1908–1991), österreichischer Schriftsteller und Theaterkritiker, siehe Hans Weigel
- Peter Tanner (Filmeditor) (1914–2002), britischer Filmeditor
- Peter Tanner (Komponist) (* 1936), US-amerikanischer Komponist
- Petronilla Tanner († 1629), Appenzeller Kapuzinerin

### R
- Ramon Tanner (* 1999), Schweizer Eishockeyspieler
- Riley Tanner (* 1999), US-amerikanisch-panamaische Fußballspielerin
- Robert Tanner (* 1936), Schweizer Architekt
- Rolf Tanner (Ägyptologe) (* 1925), deutscher Ägyptologe
- Rolf Tanner (Unternehmer) (1941–2005), Schweizer Unternehmer
- Rolf Tanner (Didaktiker) (Rolf Peter Tanner; * vor 1958), Schweizer Erziehungswissenschaftler, Geograf, Geografiedidaktiker und Hochschullehrer
- Rosalind Tanner (1900–1992), britische Mathematikerin
- Roscoe Tanner (* 1951), US-amerikanischer Tennisspieler
- Rudolf Tanner (1781–1853), Schweizer Maler

### S
- Samuel Tanner (* 2000), neuseeländischer Leichtathlet
- Sandra Tanner (* 1941), US-amerikanische Mormonen-Kritikerin; siehe Jerald und Sandra Tanner
- Simone Tanner-Chaumet (1916–1962), französische Friedensaktivistin
- Susan Jane Tanner, Schauspielerin

### T
- Thomas Tanner (Bischof) (1674–1735), englischer Bischof und Antiquar
- Thomas Tanner (Politiker) (1830–1918), neuseeländischer Politiker
- Troy Tanner (* 1963), US-amerikanischer Volleyball- und Beachvolleyballspieler sowie Olympiasieger

### U
- Uli Tanner, Schweizer politischer Beamter

### V
- Väinö Tanner (Geologe) (1881–1948), finnischer Geologe
- Väinö Tanner (1881–1966), finnischer Politiker
- Valentin Tanner (* 1992), Schweizer Curler
- Vasco M. Tanner (1892–1989), US-amerikanischer Zoologe
- Vera Tanner (1906–1971), britische Schwimmerin
- Volly Tanner (* 1970), deutscher Literat und Entertainer

### W
- Walter Tanner (Fußballspieler) (1914–?), Schweizer Fußballspieler
- Walter Tanner (General) (1931–1987), deutscher Generalmajor der NVA
- Werner Tanner (1912–1983), Schweizer reformierter Pfarrer und Autor
- Widmar Tanner (* 1938), deutscher Zellbiologe und Pflanzenphysiologe
- Wilmer W. Tanner (1909–2011), US-amerikanischer Zoologe
- Wolfgang Tanner (* 1960), österreichischer Maler und Fotograf

Familien mit diesem Namen:
- Tanner (Familie, Appenzell Ausserrhoden)